# Metrotype T (5200-serie)
Metrotype T ook wel type SG2 (Sneltram Geleed twee bakken) genoemd waren de metrostellen in de 5200-serie van de Rotterdamse metro. Deze serie bestond oorspronkelijk uit 71 rijtuigen, gebouwd door Düwag tussen 1980 en 1984. De rijtuigen waren oorspronkelijk bedoeld voor de Calandlijn en uitbreiding van de Erasmuslijn naar Spijkenisse. Tot 2013 waren er nog 58 rijtuigen uit deze serie die werden gebruikt op de lijnen A, B en C.

## Bouw
De rijtuigen zijn 29,8 meter lang met één geleding. Ze zijn gebaseerd op de rijtuigen uit de 5000- en 5100-serie (Type M) en vertonen daarmee vooral technisch overeenkomsten. Daardoor konden de rijtuigen als metro ook gekoppeld in treinschakeling rijden met Type M, wat in de praktijk niet vaak voorkwam. Qua uiterlijk is een flink aantal wijzigingen doorgevoerd. De cabinedeur aan de rechterzijde van de bestuurderscabine is verwijderd. Ook de indeling van de banken is veranderd, de vorm van de banken is wel hetzelfde.
Net als Type M hadden de rijtuigen blauw als hoofdkleur. De deuren waren rood en aan de onderzijde hadden de rijtuigen tevens een rode rand. Het interieur was vrij donker, de achterwand bij de geleding was donkerbruin, net als de binnenzijde van de deuren. De banken waren in een deel van de serie rood en in een ander deel oranje. Bij aflevering waren de rijtuigen niet voorzien van een gele M aan de voorkant zoals type M. Deze is later echter alsnog aangebracht, omdat de rijtuigen in het donker slecht zichtbaar waren. Dit veroorzaakte veel (bijna-)aanrijdingen op het sneltramtraject.
Omdat het traject tussen de metrostations Schenkel en Binnenhof/De Tochten als sneltram is aangelegd, kunnen deze rijtuigen behalve als metro ook als sneltram rijden. Hiervoor is op een van de bakken een pantograaf aanwezig om met bovenleiding te kunnen rijden. Daarnaast zijn de rijtuigen uitgerust met richtingaanwijzers (die niet gebruikt worden) en remlichten. Ook de vorm van de kop ten opzichte van Type M aangepast zodat de bestuurder beter zicht heeft op de kruisingen en hebben de rijtuigen een baanschuiver.

## Revisie
Tussen 1997 en 2001 zijn de rijtuigen gereviseerd tijdens een midlife-revisie. De RET is in 1997 begonnen met het reviseren in de centrale werkplaats aan de Kleiweg, vanaf 1999 werd een ander deel van de rijtuigen gereviseerd bij AdTranz in Berlijn. De rijtuigen zijn bij de revisie behalve technisch gereviseerd ook cosmetisch aangepast. De buitenkant van de rijtuigen werd zilverkleurig met een groene onderrand en een rode streep. De gele M aan de voorkant is gebleven, maar kreeg wel een andere vorm. Van binnen zijn de bruine wanden wit geschilderd en zijn de banken groen gemaakt. Het eerste rijtuig dat gereviseerd is, rijtuig 5201, had daarnaast rode deuren gekregen. Deze zijn nadat het laatste rijtuig gereviseerd is alsnog zilverkleurig gemaakt.

## Verschuiving
De laatste jaren zijn de rijtuigen meerdere keren verschoven naar andere lijnen. Oorspronkelijk reed Type T zowel op de Erasmuslijn als Calandlijn, met de opening van de Beneluxlijn in 2002 kwamen echter alle 71 rijtuigen op de Calandlijn te rijden. De rijtuigen reden nu volgens de nieuwe route over Schiedam naar Spijkenisse, terwijl de oude route gereden werd door rijtuigen uit de 5300-serie. Incidenteel werden enkele rijtuigen op de Erasmuslijn ingezet.

### RandstadRail
Met de komst van de RandstadRail vond opnieuw een verschuiving plaats. Doordat het nieuwe materieel pas in 2008 geleverd zou worden, werden elf rijtuigen (nummers 5261 - 5271, ook wel Type RSG2 genoemd) verbouwd om tijdelijk dienst te doen op de RandstadRail. In de zomer van 2005 werd rijtuig 5264 overgebracht naar de Hofpleinlijn om 's nachts enkele proefritten te maken. Doordat in die tijd de NS nog op die lijn reed was er nog een bovenleidingsspanning van 1500 volt, waartoe het rijtuig was voorzien van een downchopper.
Nadat het rijtuig was teruggekeerd is het als eerste voorzien van een nieuwe kleurstelling, later hebben alle rijtuigen deze nieuwe kleurstelling gekregen, die overigens iets afweek van het eerste ontwerp. De rijtuigen hebben blauwe deuren gekregen en de groene rand is grijs gemaakt. De rode streep is verdwenen, in plaats daarvan hebben de rijtuigen bij het dak een blauwe streep gekregen. Aan de voor- en zijkant hebben de rijtuigen het RandstadRail logo gekregen. Enige tijd na de opening van de lijn is de zijkant van de rijtuigen beplakt met een rode lijn met daarop meerdere stippen, een patroon dat ook voorkwam in de communicatie over de RandstadRail. In het interieur zijn de banken rood geschilderd en zijn de rijtuigen voorzien van nieuwe stickers in de huisstijl van de RandstadRail.
Behalve cosmetisch zijn de rijtuigen ook technisch aangepast, de rijtuigen zijn voorzien van een ander beveiligingssysteem, te weten ZUB 222C. Hierdoor kunnen de rijtuigen niet meer op het metronet rijden. Daarnaast zijn de rijtuigen technisch gereviseerd. Doordat de RandstadRail voorlopig fysiek gescheiden was, werden de rijtuigen onderhouden in de NedTrain-werkplaats in Leidschendam. Rijtuig 5262, dat ernstig beschadigd raakte bij een ontsporing bij station Forepark, is wel door de RET hersteld in de centrale werkplaats aan de Kleiweg.

## Vandalisme

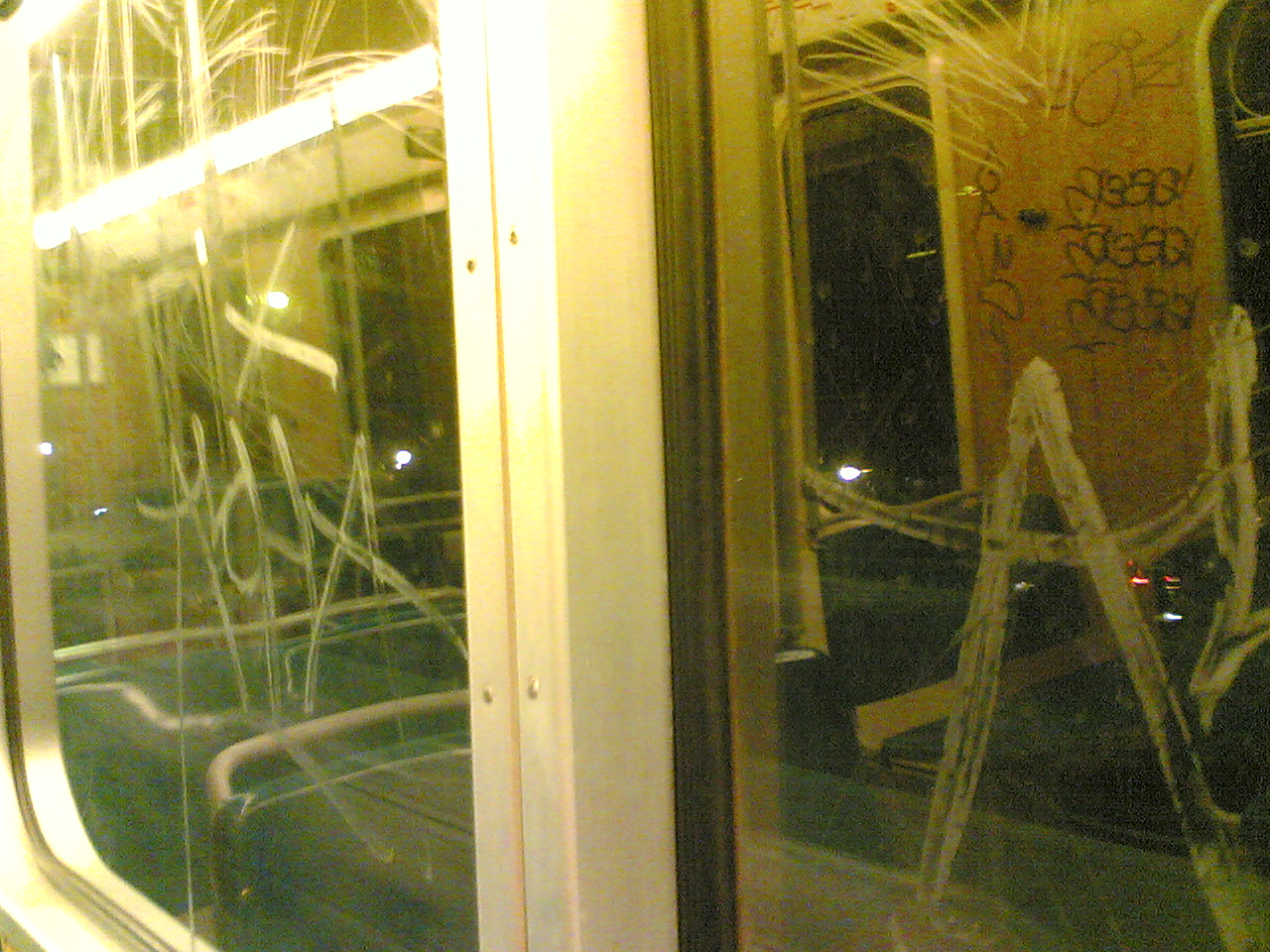
Vandalisme in de metro in augustus 2009

In 2008 werden vooral de SG2-rijtuigen in toenemende mate gevandaliseerd. Niet alleen werden de wanden in groten getale kapotgetrapt, ook nam de hoeveelheid tags in het interieur hand over hand toe. Een tot dan toe relatief onbekende vorm van graffiti deed zijn intrede in het interieur: de etsende graffiti. De inkt uit de viltstiften, die vaak vermengd was met een sterk zuur, brandde zich in de wandbekleding en beglazing, waardoor deze onherstelbaar beschadigd raakten. Met de reguliere graffitiverwijderingsmiddelen was deze soort graffiti nauwelijks te verwijderen. De ingetrapte wanden hadden vaak scherpe randen en werden dan ook in veel gevallen vervangen, of voorzien van een 'pleister': een kleiner stuk wandmateriaal dat het gat moest afdekken.
Metrorijtuig 5240 werd in september 2008 uitgerust als proefrijtuig tegen graffiti. De cabinewanden van het rijtuig werden overgeschilderd en de overige wandbeplating werd met witte folie bedekt. Helaas werd deze folie al snel op meerdere plaatsen door reizigers losgetrokken, waardoor de eerste proef mislukte. Een maand later werd alle binnenbekleding van het rijtuig overgeschilderd in dezelfde kleur als de cabinewanden hadden. Over deze kleurlaag kwam een transparante graffitiwerende coating.
In februari 2009 werd een tweede proefrijtuig, metrorijtuig 5241, voorzien van een gelijke graffitiwerende coating. Ook in dit rijtuig werden alle wanden in een egale kleur geschilderd en werd de kleurlaag afgedekt met een graffitiwerende coating. Bekraste ruiten werden vervangen door ongehavende exemplaren. Door een lik-op-stukbeleid bleven de rijtuigen langer gespaard van graffiti en zagen ze er schoner uit.
In september 2009 kreeg metrorijtuig 5238 als derde proefrijtuig een gerenoveerde interieurbekleding. In dit rijtuig werd alle zijwandbeplating vervangen door nieuwe, schone beplating met het bekende houtmotief. Ook bij dit rijtuig werden de cabinewanden in een egale kleur geschilderd, omdat het wandmateriaal zich hierbij moeilijk liet vervangen. Ook dit rijtuig behield lang zijn schone uitstraling.

## Overzicht rijtuigen (inclusief reclame)
| Rijtuig | Type   | Reclame                            | Bijzonderheden                                                                                     | Indiensttreding | Jaar van Mid-Life revisie | Afgevoerd datum   | Afgevoerd naar    |
| ------- | ------ | ---------------------------------- | -------------------------------------------------------------------------------------------------- | --------------- | ------------------------- | ----------------- | ----------------- |
| 5201    | SG2    | –                                  | Dit rijtuig is bij een brand verwoest, hierbij is alleen de A-cabine bewaard gebleven.             | September 1980  | 1997                      | 23 februari 2007  | Museum (A-cabine) |
| 5202    | SG2    | Rotterdam Climate Initiative-thema | –                                                                                                  | November 1980   | 1998                      | 26 november 2013  | Duitsland         |
| 5203    | SG2    | –                                  | –                                                                                                  | November 1980   | 1998                      | 11 mei 2016       | Duitsland         |
| 5204    | SG2    | Rotterdam Durft                    | –                                                                                                  | November 1980   | 1998                      | 25 september 2013 | Duitsland         |
| 5205    | SG2    | Rotterdam Durft                    | –                                                                                                  | December 1980   | 1998                      | 16 juli 2013      | Turkije           |
| 5206    | SG2    | Rotterdam Durft                    | –                                                                                                  | Januari 1981    | 1998                      | 6 november 2013   | Turkije           |
| 5207    | SG2    | Rotterdam Durft                    | –                                                                                                  | Januari 1981    | 1998                      | 4 november 2013   | Turkije           |
| 5208    | SG2    | –                                  | –                                                                                                  | Februari 1981   | 1998                      | 13 augustus 2013  | Turkije           |
| 5209    | SG2    | –                                  | –                                                                                                  | Maart 1981      | 1999                      | 1 juli 2013       | Turkije           |
| 5210    | SG2    | RET Aardig Onderweg-thema          | –                                                                                                  | Maart 1981      | 2000                      | 12 mei 2016       | Gesloopt          |
| 5211    | SG2    | RET Aardig Onderweg-thema          | –                                                                                                  | April 1981      | 1999                      | 2 juli 2013       | Turkije           |
| 5212    | SG2    | RET Aardig Onderweg-thema          | –                                                                                                  | Juli 1981       | 1999                      | 29 september 2014 | Vught (Defensie)  |
| 5213    | SG2    | RET Aardig Onderweg-thema          | –                                                                                                  | Mei 1981        | 2000                      | 18 oktober 2013   | Duitsland         |
| 5214    | SG2    | RET Aardig Onderweg-thema          | –                                                                                                  | Juli 1981       | 2001                      | 12 mei 2016       | Gesloopt          |
| 5215    | SG2    | RET Aardig Onderweg-thema          | Dit rijtuig is als eerste van de 71 rijtuigen afgevoerd naar de sloperij.                          | Juli 1981       | 2001                      | 6 december 2012   | Gesloopt          |
| 5216    | SG2    | –                                  | –                                                                                                  | September 1981  | 2001                      | 11 november 2013  | Turkije           |
| 5217    | SG2    | –                                  | Dit rijtuig heeft diverse ongevallen overleefd. Is bewaard als museumtreinstel bij stichting RoMeO | September 1981  | 2000                      | mei 2017          | RoMeO             |
| 5218    | SG2    | Rotterdam Climate Initiative-thema | –                                                                                                  | September 1981  | 1999                      | 12 mei 2016       | Gesloopt          |
| 5219    | SG2    | –                                  | –                                                                                                  | Oktober 1981    | 1999                      | 9 mei 2016        | Gesloopt          |
| 5220    | SG2    | Rotterdam Climate Initiative-thema | –                                                                                                  | Oktober 1981    | 2000                      | 16 september 2013 | Gesloopt          |
| 5221    | SG2    | –                                  | –                                                                                                  | November 1981   | 2000                      | 9 mei 2016        | Gesloopt          |
| 5222    | SG2    | RET Fast Ferry-thema               | –                                                                                                  | November 1981   | 1997                      | 7 juni 2013       | Gesloopt          |
| 5223    | SG2    | Rotterdam Climate Initiative-thema | –                                                                                                  | November 1981   | 2000                      | 10 juni 2013      | Turkije           |
| 5224    | SG2    | RET Fast Ferry-thema               | –                                                                                                  | Maart 1982      | 2000                      | 13 september 2013 | Gesloopt          |
| 5225    | SG2    | –                                  | –                                                                                                  | Januari 1982    | 2000                      | 20 september 2013 | Duitsland         |
| 5226    | SG2    | RTV Rijmmond-thema                 | Omlijstende separatieruiten.                                                                       | Februari 1982   | 2000                      | 4 september 2013  | Turkije           |
| 5227    | SG2    | RET-metrolijnnetwijzigingen-thema  | –                                                                                                  | Maart 1982      | 2000                      | 23 oktober 2013   | Duitsland         |
| 5228    | SG2    | –                                  | –                                                                                                  | Maart 1982      | 2000                      | 7 oktober 2013    | Turkije           |
| 5229    | SG2    | –                                  | Dit rijtuig is bij een brand geheel verwoest.                                                      | Maart 1982      | 1999                      | 23 februari 2007  | Gesloopt          |
| 5230    | SG2    | –                                  | –                                                                                                  | Mei 1982        | 1999                      | 18 juli 2013      | Turkije           |
| 5231    | SG2    | RET-metrolijnnetwijzigingen-thema  | –                                                                                                  | Juni 1982       | 2000                      | 12 november 2012  | Turkije           |
| 5232    | SG2    | –                                  | –                                                                                                  | Juni 1982       | 1999                      | 6 juni 2013       | Gesloopt          |
| 5233    | SG2    | RET Fast Ferry-thema               | –                                                                                                  | September 1982  | 2000                      | 2 oktober 2013    | Duitsland         |
| 5234    | SG2    | RET Fast Ferry-thema               | –                                                                                                  | September 1982  | 2000                      | mei 2017          | Gesloopt          |
| 5235    | SG2    | –                                  | –                                                                                                  | September 1982  | 2000                      | 8 november 2013   | Turkije           |
| 5236    | SG2    | Woonstad Rotterdam-thema           | –                                                                                                  | Oktober 1982    | 2000                      | 9 mei 2016        | Gesloopt          |
| 5237    | SG2    | Rotterdam Climate Initiative-thema | –                                                                                                  | Oktober 1982    | 2000                      | 7 oktober 2013    | Duitsland         |
| 5238    | SG2    | –                                  | –                                                                                                  | December 1982   | 2000                      | 17 mei 2016       | Duitsland         |
| 5239    | SG2    | RET-metrolijnnetwijzigingen-thema  | –                                                                                                  | December 1982   | 2001                      | 23 mei 2016       | Duitsland         |
| 5240    | SG2    | –                                  | –                                                                                                  | Februari 1983   | 2001                      | 15 augustus 2013  | Turkije           |
| 5241    | SG2    | –                                  | –                                                                                                  | Februari 1983   | 2000                      | 4 juli 2013       | Turkije           |
| 5242    | SG2    | –                                  | –                                                                                                  | Maart 1983      | 2001                      | 2 december 2013   | Duitsland         |
| 5243    | SG2    | –                                  | –                                                                                                  | Maart 1983      | 2000                      | 9 mei 2016        | Gesloopt          |
| 5244    | SG2    | Anti-vandalisme-thema              | –                                                                                                  | Maart 1983      | 2000                      | 8 juli 2013       | Turkije           |
| 5245    | SG2    | RET Fast Ferry-thema               | –                                                                                                  | Maart 1983      | 2000                      | 12 mei 2016       | Gesloopt          |
| 5246    | SG2    | RET-metrolijnnetwijzigingen-thema  | –                                                                                                  | Mei 1983        | 2001                      | 21 november 2013  | Duitsland         |
| 5247    | SG2    | –                                  | –                                                                                                  | Mei 1983        | 2001                      | 3 juli 2013       | Turkije           |
| 5248    | SG2    | –                                  | –                                                                                                  | Augustus 1983   | 2000                      | 8 augustus 2013   | Turkije           |
| 5249    | SG2    | –                                  | –                                                                                                  | Augustus 1983   | 2001                      | 15 november 2013  | Turkije           |
| 5250    | SG2    | –                                  | –                                                                                                  | September 1983  | 2000                      | 14 november 2013  | Turkije           |
| 5251    | SG2    | RET-metrolijnnetwijzigingen-thema  | –                                                                                                  | September 1983  | 2000                      | 9 september 2013  | Gesloopt          |
| 5252    | SG2    | RET-metrolijnnetwijzigingen-thema  | –                                                                                                  | Oktober 1983    | 2000                      | 18 november 2013  | Duitsland         |
| 5253    | SG2    | –                                  | –                                                                                                  | December 1983   | 2000                      | 17 juli 2013      | Turkije           |
| 5254    | SG2    | –                                  | –                                                                                                  | Januari 1984    | 2000                      | 12 augustus 2013  | Turkije           |
| 5255    | SG2    | –                                  | –                                                                                                  | Januari 1984    | 2000                      | 10 oktober 2013   | Duitsland         |
| 5256    | SG2    | –                                  | –                                                                                                  | Februari 1984   | 2000                      | 9 juli 2013       | Turkije           |
| 5257    | SG2    | –                                  | –                                                                                                  | Februari 1984   | 2000                      | 10 juli 2013      | Turkije           |
| 5258    | SG2    | RET Fast Ferry-thema               | –                                                                                                  | Februari 1984   | 2000                      | 30 september 2014 | Vught (Defensie)  |
| 5259    | SG2    | –                                  | Dit rijtuig is als eerste rijtuig naar Turkije overgebracht.                                       | Februari 1984   | 2001                      | 20 oktober 2012   | Turkije           |
| 5260    | SG2    | –                                  | –                                                                                                  | Februari 1984   | 2000                      | 12 juni 2013      | Gesloopt          |
| 5261    | (R)SG2 | –                                  | In 2010 naar Groot-Ammers gebracht.                                                                | Juli 1984       | 2000                      |                   | Gesloopt          |
| 5262    | (R)SG2 | –                                  | –                                                                                                  | September 1984  | 1999                      | 21 oktober 2013   | Gesloopt          |
| 5263    | (R)SG2 | –                                  | –                                                                                                  | September 1984  | 1999                      | 21 oktober 2013   | Gesloopt          |
| 5264    | (R)SG2 | –                                  | In 2010 naar Groot-Ammers gebracht.                                                                | September 1984  | 2000                      |                   | Gesloopt          |
| 5265    | (R)SG2 | –                                  | In 2010 naar Groot-Ammers gebracht.                                                                | November 1984   | 2001                      |                   | Gesloopt          |
| 5266    | (R)SG2 | –                                  | In 2010 naar Groot-Ammers gebracht.                                                                | November 1984   | 2001                      |                   | Gesloopt          |
| 5267    | (R)SG2 | –                                  | –                                                                                                  | September 1984  | 2000                      | 18 oktober 2013   | Gesloopt          |
| 5268    | (R)SG2 | –                                  | In 2010 naar Groot-Ammers gebracht.                                                                | Maart 1985      | 2001                      |                   | Gesloopt          |
| 5269    | (R)SG2 | –                                  | In 2010 naar Groot-Ammers gebracht.                                                                | Maart 1985      | 2001                      |                   | Gesloopt          |
| 5270    | (R)SG2 | –                                  | In 2010 naar Groot-Ammers gebracht.                                                                | Mei 1985        | 1998                      |                   | Gesloopt          |
| 5271    | (R)SG2 | –                                  | In 2010 naar Groot-Ammers gebracht.                                                                | April 1985      | 2000                      |                   | Gesloopt          |

Synchroon aan de proefrijtuigen met graffitiwerend wandmateriaal werd in november 2008 metrorijtuig 5203 voorzien van een totaalreclame in het interieur. Alle wandpanelen, maar ook gedeelten van het plafond, werden benut voor een reclame-uiting van Hogeschool Rotterdam. De cabinedeuren werden quasi-deuren die naar een mannen- of vrouwentoilet zouden leiden. Naast dit rijtuig werd ook een aantal metrostations tijdelijk voorzien van een gelijksoortige commerciële beplakking. De resultaten werden positief bevonden. Twee jaar na aanbrengen is de bestickering in het rijtuig, op de cabinedeuren na, verwijderd.

## Afvoer

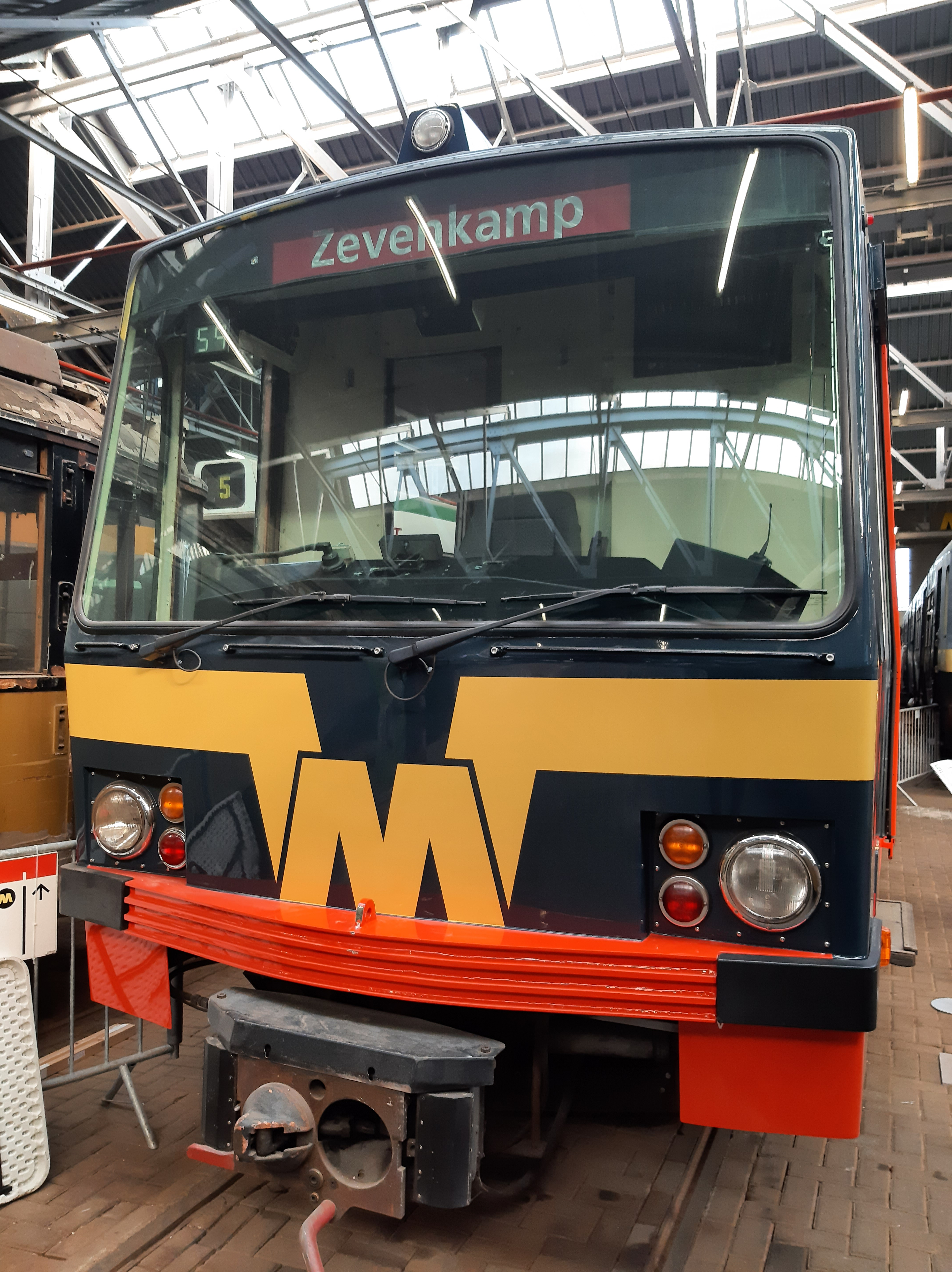
Metrorijtuig 5217 in het Rotterdams Openbaar Vervoer Museum.

Op 31 oktober 2006 zijn de rijtuigen 5201 en 5229 bij een brand in Spijkenisse onherstelbaar beschadigd geraakt en afgevoerd. Begin 2009 is het nieuwe materieel van de RandstadRail in gebruik genomen, maar vanwege kinderziektes in het nieuwe materieel bleef Type T nog tot november 2009 rijden. In november 2009 kwam er echter een eind aan de inzet van de 5261 - 5271 op de RandstadRail. De nummers 5261 - 5271, zijn sindsdien gestald in Groot Ammers waar ze op een geclassificeerde datum zijn afgevoerd naar een demonteerbedrijf. In november 2009 is ook de 5600-serie op de Calandlijn in gebruik genomen, die ook de alle rijtuigen Type T de Calandlijn zouden vervangen. In de praktijk had men echter onvoldoende nieuwe rijtuigen beschikbaar om alle rijtuigen Type T te vervangen en waren er nog steeds enkele combinaties Type T op lijn A naar Binnenhof, lijn B naar Nesselande en soms lijn C naar De Terp aan te treffen.
Een groot aantal buiten dienst gestelde rijtuigen, bijna allemaal volledig onder de graffiti, stonden op het terrein van de metroremise aan de 's-Gravenweg en op het terrein van de metroremise aan de Waalhaven. In oktober 2013 zijn de laatste SG2-rijtuigen die daar jaren buiten dienst stonden, op transport gegaan.
In 2012 werd bekend dat 44 rijtuigen van het type T verkocht werden aan het openbaar vervoer bedrijf in Bursa (Turkije) ten behoeve van de metro van Bursa, daarnaast zouden er tien worden gesloopt. De 5212 en 5258 werden op 14 oktober afgevoerd naar Vught en dienen nu als oefenobject voor hulpdiensten.
Sinds oktober 2013 waren er nog dertien rijtuigen beschikbaar voor de dienst en sinds maart 2015 nog maar zeven rijtuigen. Dit betrof de 5217, 5218, 5234, 5238, 5239 en 5245. De 5203, 5210, 5219, 5221, 5236 en 5243 werden buiten dienst gesteld en op reserve gezet. Sinds medio 2015 worden geen rijtuigen type T meer ingezet. Alle rijuigen werden opgesteld in de remises 's-Gravenweg en Waalhaven.
In mei 2016 werd bekend dat de RET de 5217 en 5234 heeft uitgekozen voor het museum van RoMeO. In diezelfde maand gingen de overige rijtuigen op transport naar de sloper of een Duitse tussenhandelaar. De 5203, 5238 en 5239 gingen naar Duitsland. De overige acht rijtuigen (5210, 5214, 5218, 5219, 5221, 5236, 5243 en 5245) werden gesloopt.
Treinstel 5217 is sinds 2017 als museumtreinstel bewaard bij de stichting RoMeo.
Aanvankelijk was in 2009 treinstel 5259 geselecteerd, doch dit ging als eerste van zijn serie naar Bursa (Turkije).

## Trivia
- Een scène uit de videoclip van het nummer When the Lady Smiles van de Golden Earring werd opgenomen in een rijtuig van het Type T.

## Afbeeldingen

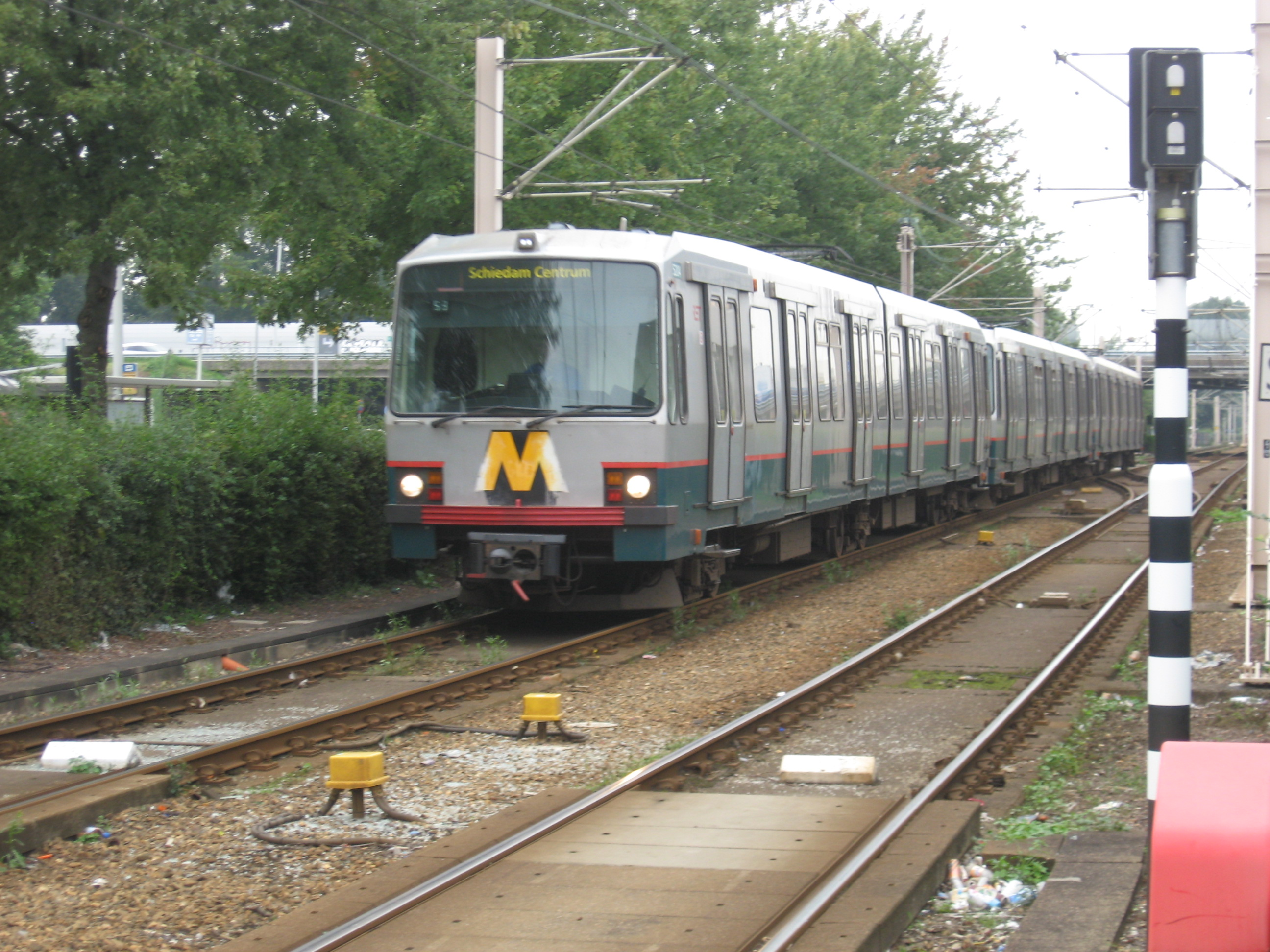
Rijtuig passeert een spoorwegovergang bij station Alexander; 2008.
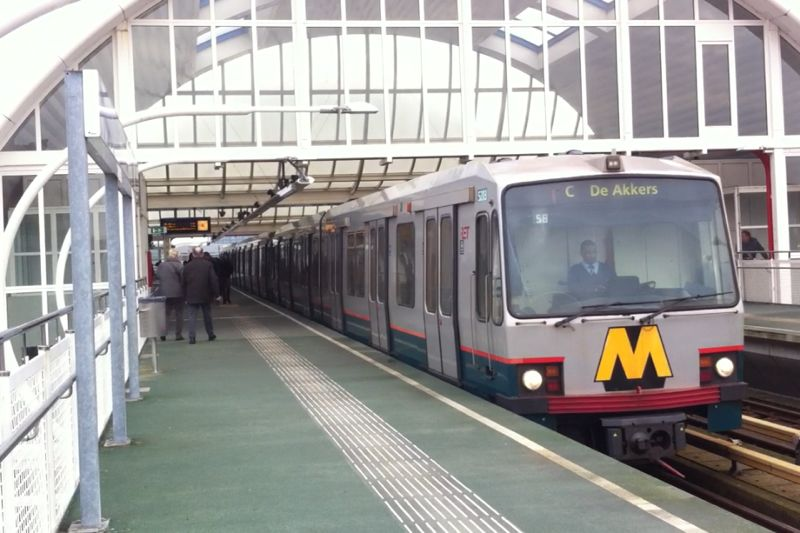
Een driewagentrein SG2 op Lijn C op station Spijkenisse Centrum.
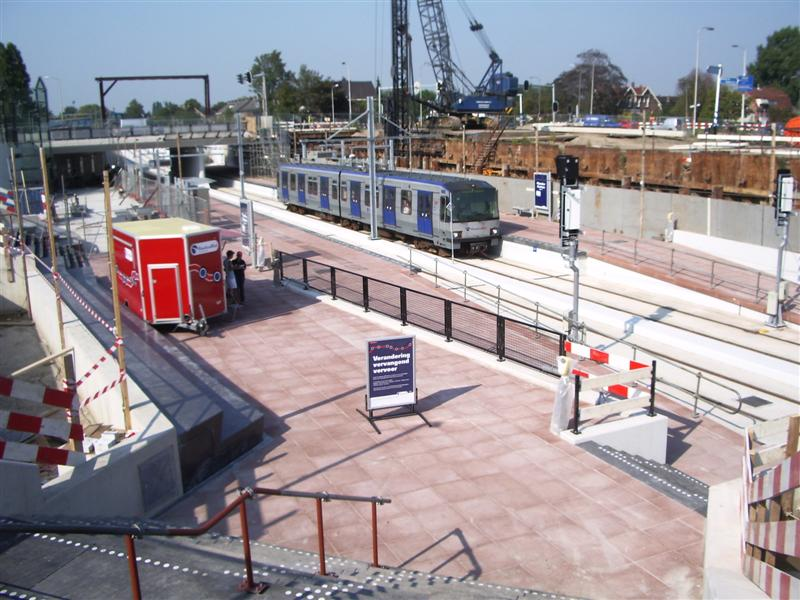
Treinstel type (R)SG2 in RandstadRail-uitvoering te station Pijnacker Centrum; 11 september 2006.
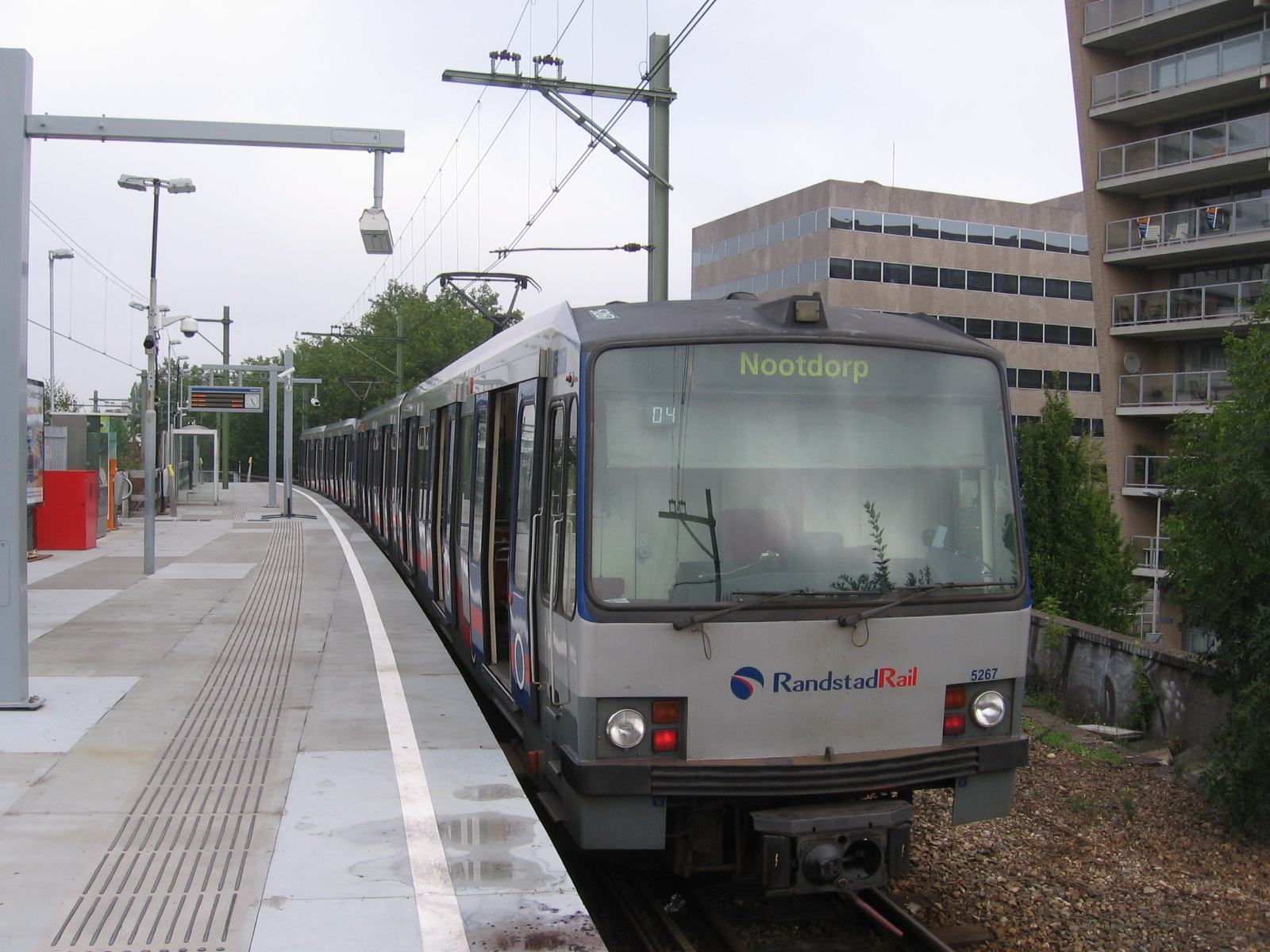
Een tweewagentrein RSG2 op lijn E richting Den Haag Centraal, op het toen nog ingebruik zijnde station Hofplein.
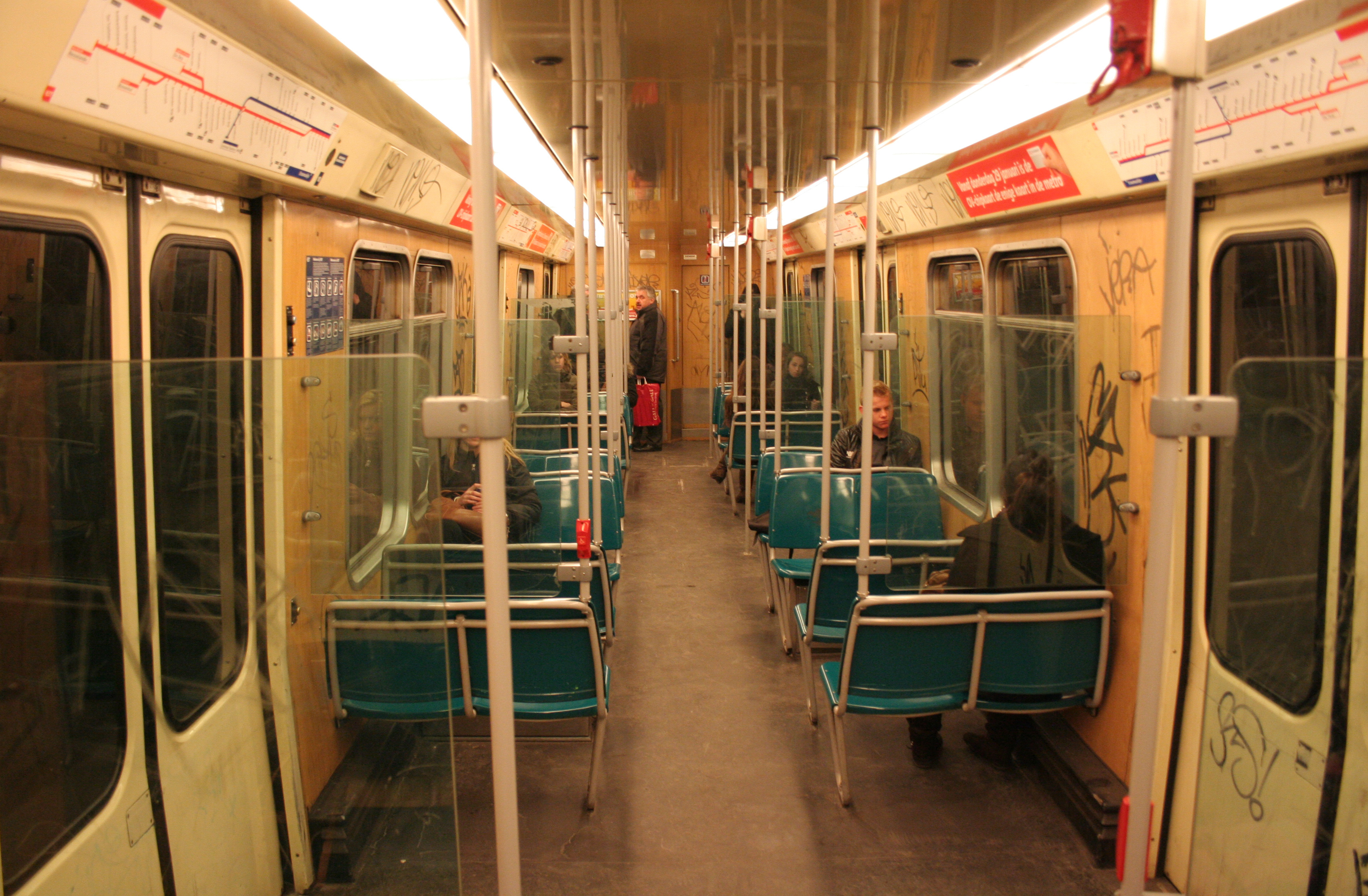
Het interieur in het begin van het jaar 2009.

 Metrolijn A · 
 Metrolijn B · 
 Metrolijn C · 
 Metrolijn D · 
 Metrolijn E
Materieelseries:
5000 · 
5100 · 
5200 · 
5300 · 
5400 · 
5500 · 
5600 · 
5700
Lijnen:
 3  RandstadRail 3 · 
 4  RandstadRail 4 · 
 34  RandstadRail 34 · 
 E  Metrolijn E · 
 170  Buslijn 170 · 
 173  Buslijn 173
Materieelseries:
HTM 4000 · 
RET 5500 · 
RET 1200